# Colter Wall

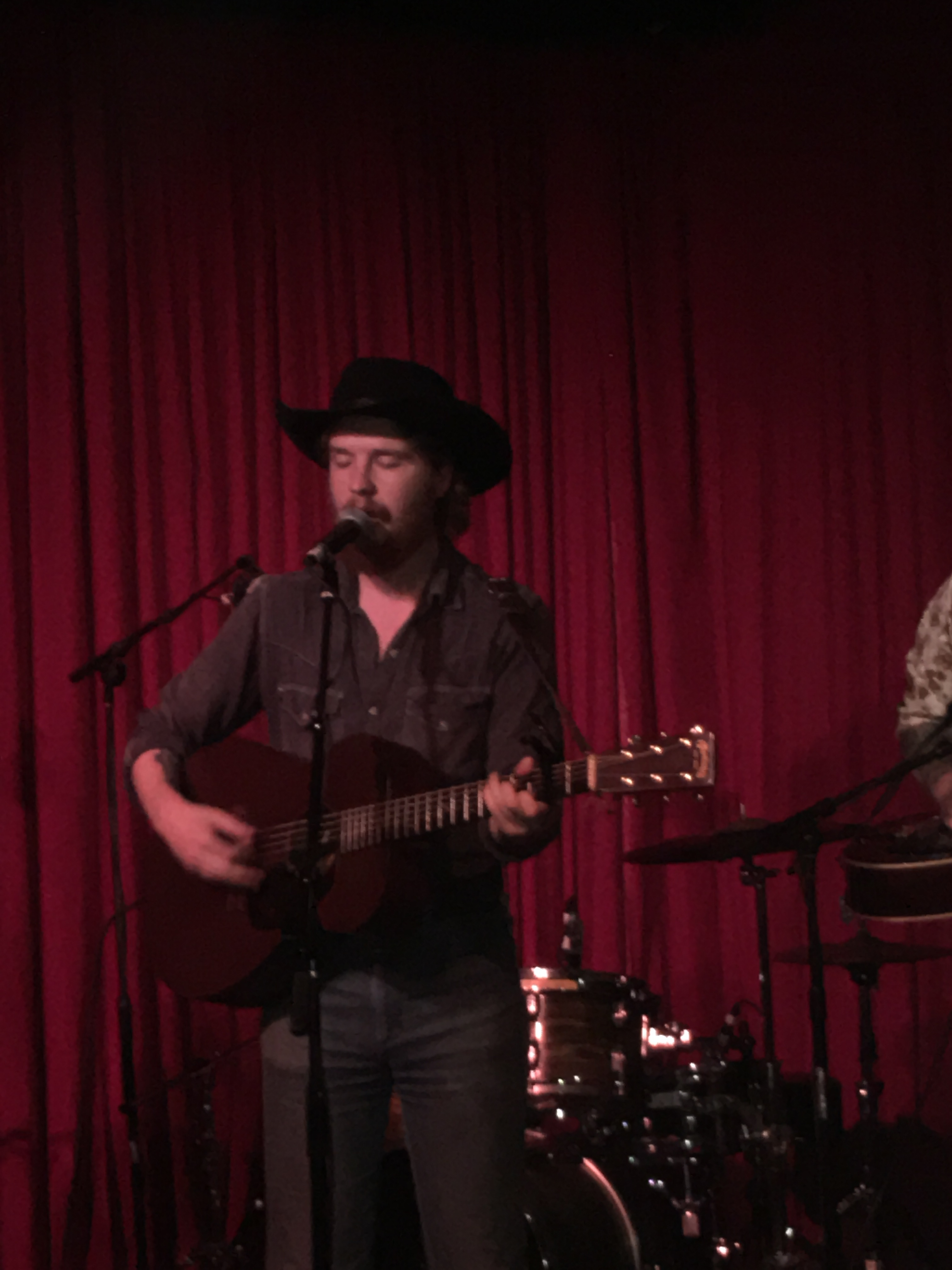
Colter Wall (2017)

Colter Wall (* 27. Juni 1995 in Swift Current, Saskatchewan, Kanada) ist ein kanadischer Sänger, Songschreiber und Musiker. Er ist bekannt für seinen tiefen, rauen Bariton und seine narrativen Texte. Wall's Musik umfasst Country, Folk und Western Musik.

## Erste Jahre
Colter Wall wurde in Swift Current, Saskatchewan, am 27. Juni 1995, als Sohn von Tami und dem Politiker Brad Wall geboren. Sein Vater war 14. Premier von Saskatchewan. Er hat eine ältere Schwester Megan und eine jüngere Schwester namens Faith. Er ging an die Swift Current Comprehensive High School und schloss diese 2013 ab. Anschließend studierte er an der University of Saskatchewan in Saskatoon und nahm die ersten Demoaufnahmen seiner Songs auf. Als sein erstes Album 2015 veröffentlicht wurde, beschloss Wall, eine Pause von seinem Studium einzulegen, um seinen Fokus auf seine Musikkarriere zu legen.

## Karriere
Wall nahm seine EP mit sieben Liedern, Imaginary Appalachia, mit Jason Plumb als Produzent 2015 im Studio One in Regina, Saskatchewan auf. Er kollaborierte auf der EP mit den aus Regina stammenden Künstlern Belle Plaine und The Dead South. Er beschreibt seine Musik als eine Mischung von Blues, Folk und Americana. Die EP wurde am 9. März 2015, und The Devil Wears a Suit and Tie dabei als seine erste Single veröffentlicht. Seine Musik bekam mehr Aufmerksamkeit, als der professionelle Wrestler Brock Lesnar ihn als seinen Lieblingskünstler während eines Interviews mit „Stone Cold“ Steve Austin erwähnte. Songs von seinem Album kamen unter anderem in der TV-Show Dog – Der Kopfgeldjäger, und in den Filmen Hell or High Water und Three Billboards Outside Ebbing, Missouri vor. Die Lieder, die in den Filmen vorkamen, wie Sleeping on the Blacktop, bekamen mehr als eine Million Aufrufe auf Spotify.
2016 war Wall Eröffnungsakt für Lucinda Williams am Ryman Auditorium in Nashville. Er wurde bei der Rick Rubin's American Songs publishing company unter Vertrag genommen.
Sein erstes Album, mit dem Eigennamen Colter Wall, wurde von Dave Cobb am RCA Studio A in Nashville aufgenommen. Wall wurde von Cobb an der Akustik-Gitarre begleitet, von Chris Powell am Schlagzeug, Mike Webb am Piano und Robby Turner an der Pedal-Steel-Gitarre. Das Album wurde am 12. Mai 2017 veröffentlicht und laut Wall sind die meisten der Songs auf dem Album autobiografisch.
Drei von Walls Songs wurden in der vierten Staffel der Paramount Serie Yellowstone verwendet, darunter die Neuinterpretation von Rex Allen's ursprünglich 1951 erschienenem Klassiker Cowpoke.

## Einflüsse
Wall wuchs mit Country-Musik auf, vor allem Country Legenden wie Johnny Cash wurden zu Hause gespielt. Er begann im Alter von 13 Jahren Gitarre zu lernen und spielte vornehmlich Musik von Rock-Bands wie AC/DC, Black Sabbath und Led Zeppelin. Später wuchs das Interesse an alten Blues- und Folk-Musikern. Laut Wall's eigenen Angaben hörte er Bob Dylan's Song Don't Think Twice, It's All Right im Alter von 15 oder 16 Jahren und wurde von dem Titel so stark inspiriert, dass er selbst begann, Songs zu schreiben und zu singen, anstelle nur Gitarre zu spielen. Andere frühe musikalische Einflüsse, umfassen nach eigenen Angaben Woody Guthrie und Ramblin’ Jack Elliott. Ebenfalls hatte er Interesse an Country-Sängern wie Gram Parsons, Townes Van Zandt, George Jones, Waylon Jennings, Willie Nelson, und Hank Williams.

## Diskografie

### Studioalben
| Jahr | Titel Musiklabel                                                | Höchstplatzierung, Gesamtwochen, AuszeichnungChartplatzierungen (Jahr, Titel, Musiklabel, Platzierungen, Wochen, Auszeichnungen, Anmerkungen) | Höchstplatzierung, Gesamtwochen, AuszeichnungChartplatzierungen (Jahr, Titel, Musiklabel, Platzierungen, Wochen, Auszeichnungen, Anmerkungen) | Anmerkungen                            |
| Jahr | Titel Musiklabel                                                | US | Country | Anmerkungen                            |
| ---- | --------------------------------------------------------------- | --- | --- | -------------------------------------- |
| 2017 | Colter Wall Young Mary’s Record Co.                             | — | Country50 (1 Wo.)Country | Erstveröffentlichung: 12. Mai 2017     |
| 2018 | Songs of the Plains Young Mary’s Record Co.                     | US180 (1 Wo.)US | Country17 (1 Wo.)Country | Erstveröffentlichung: 12. Oktober 2018 |
| 2020 | Western Swing & Waltzes and Other Punchy Songs La Honda Records | US103 (… Wo.)US | Country8 (… Wo.)Country | Erstveröffentlichung: 28. August 2020  |
| 2023 | Little Songs                                                    | US75 (1 Wo.)US | Country17 (1 Wo.)Country | Erstveröffentlichung: 14. Juli 2023    |

EPs
- 2015: Imaginary Appalachia (US: Gold)

### Singles
- 2015: The Devil Wears a Suit and Tie (US: Gold)
- 2015: Sleeping on the Blacktop (US: Platin)
- 2015: Caroline (feat. Belle Plaine, US: Gold)
- 2017: Kate McCannon (US: Gold)
- 2017: Fraulein (feat. Tyler Childers, US: Gold)
- 2019: Bob Fudge / Happy Reunion
- 2020: Cowpoke (US: Gold)
- 2022: Cypress Hills and the Big Country / Let’s All Help the Cowboys (Sing the Blues)